# Marica Płowdiw
Profesionalen Futbolen Kłub Marica 1921 Płowdiw (bułg. Професионален Футболен Клуб Марица 1921 Пловдив) – bułgarski klub piłkarski założony 20 września 1921 roku w Płowdiwie.
Zespół występował w bułgarskiej ekstraklasie łącznie przez cztery lata. Aż trzykrotnie - w 1968, 1971 i 1997 roku - już po jednym sezonie powracał do II ligi. W rozgrywkach 1969–1970 zajął wprawdzie 14. - przedostatnie - miejsce w tabeli, ale utrzymał się dzięki temu, że Beroe Stara Zagora została relegowana dyscyplinarnie za korupcję.
Najsłynniejszym piłkarzem w historii klubu jest jego wychowanek Christo Stoiczkow, który grał w drużynie z Płowdiwu w latach 1976–1981. Innymi znanymi wychowankami Maricy są: uznany za najlepszego piłkarza bułgarskiego XX wieku Dinko Dermendżiew, laureat plebiscytu na najlepszego piłkarza 1999 roku Aleksandyr Aleksandrow oraz obecni reprezentanci Bułgarii Waleri Domowczijski i Jordan Todorow.
W sezonie 2005-2006 Marica w walce o miejsce w ekstraklasie przegrała w barażach z Conegliano German.

## Sukcesy
- awans do I ligi: w sezonach 1966-1967, 1968-1969 i 1995-1996.

## Stadion
Stadion Maricy w Płowdiwie może pomieścić 8 tysięcy widzów.